# Drosophila guttifera
Drosophila guttifera är en tvåvingeart som beskrevs av Walker 1849. Drosophila guttifera ingår i släktet Drosophila och familjen daggflugor. Arten ingår som enda art i artgruppen Drosophila guttifera som ingår i undersläktet Drosophila.
Artens utbredningsområde täcker ett område i Nordamerika från Nebraska till Massachusetts, Texas och Florida.